# Pulaha contracta
Pulaha contracta är en insektsart som beskrevs av William Lucas Distant 1906. Pulaha contracta ingår i släktet Pulaha och familjen Flatidae. Inga underarter finns listade i Catalogue of Life.